# Synaphe diffidalis
Synaphe diffidalis is een vlinder uit de familie snuitmotten (Pyralidae). De wetenschappelijke naam is voor het eerst geldig gepubliceerd in 1854 door Guenee.
De soort komt voor in Europa.